# 鈴木啓蔵
鈴木 啓蔵（すずき けいぞう、1910年〈明治43年〉8月20日 - 1993年〈平成5年〉5月8日）は、日本の政治家。元山形県上山市長（3期）。

## 来歴
山形県南村山郡上山町十日町出身。旧制山形中学校（現山形東高校）、早稲田大学中退。1931年に家兄の死去に伴い上山町に帰郷。太平洋戦争に応召。終戦は台湾の屏東で迎えた。復員後、山形県知事室秘書課長、文書課長、統計課長、東京事務所長、最上事務所長、東南村山地方事務所長を歴任。1959年より松本長兵衛市長のもと上山市助役を2期務めた。
1971年7月に上山市長選に出馬し、雨谷憲作との一騎打ちを制して初当選。（鈴木啓蔵13,549票、雨谷憲作9,204票）
1975年6月の市長選では、無投票当選し2選。
1979年7月の市長選では、中学校長を退職し出馬した遠藤利一（遠藤利明の父）との一騎打ちを制して3選。（鈴木啓蔵13,228票、遠藤利一12,120票）
1983年7月に退任。
1984年に勲四等瑞宝章受章。
1986年より斎藤茂吉記念館館長に就任。
1988年に斎藤茂吉文化賞を受賞した。
1993年に死去。

## 政策
市民参加による田園観光都市づくりを目指し、「対話による市政」を基本姿勢として市政座談会や市長相談、電話相談に加えて、市民の意識調査を実施するなど、生活基盤整備のための施策を行った。
1981年に公共下水道の供用を開始。また、上山市立北中学校や上山市立南小学校の開校も手掛けた。
歴代市長と同様に観光にも力を入れ、1982年に城郭風歴史博物館「上山城」を築城し、点在している文化遺産を結ぶ拠点とした。

## 著書
- 茂吉と上ノ山
- 茂吉の足あと
- 蔵王山麓の市長日記
- 茂吉と山形
- 歌集「上ノ山」
- 伝記「出羽ヶ嶽文治郎」

## その他
- 妻の鈴木キクが斎藤茂吉の姪であったことから、齋藤茂吉の東京青山の書斎に招かれるなどの親交があった。